# Laudakia sacra
Espèce
Synonymes
- Agama himalayana sacra Smith, 1935

Laudakia sacra est une espèce de sauriens de la famille des Agamidae.

## Répartition
Cette espèce est endémique du Tibet en République populaire de Chine.

## Publication originale
- Smith, 1935 : The fauna of British India, including Ceylon and Burma. Reptiles and Amphibia. Vol. II. Sauria. Taylor and Francis, London, p. 1-440.